# Ярцево (Ступинский район)
Ярцево — деревня в Ступинском районе Московской области в составе Аксиньинского сельского поселения (до 2006 года — Большеалексеевский сельский округ). В Ярцево на 2015 год 1 улица — Нагорная.
Ярцево расположено на севере района, на берегу реки Северка, у устья правого притока речки Болошивка, по правому берегу, высота центра деревни над уровнем моря — 126 м. Ближайшие населённые пункты: на другом берегу Болошивки Василево и, примерно в 1 км на юг, выше по течению Болошивки, Лаптево.

## Население
| 2002 | 2006 | 2010 |
| ---- | ---- | ---- |
| 1    | →1   | ↗2   |